# Répression politique dans la république islamique d’Iran
La répression politique a été exercée en Iran depuis la révolution islamique de 1979, qui a porté l’ayatollah Ruhollah Khomeini au pouvoir et a instauré un État théocratique fondé sur une combinaison de principes islamiques et de contrôle autoritaire.
La République islamique a, tout au long de son histoire, utilisé l’exécution, les massacres et la torture contre ceux perçus comme des dissidents potentiels. Les Nations unies considèrent certains de ces actes, tels que les massacres de 1981–1982 et les exécutions de 1988, comme des crimes contre l'humanité.

## Établissement de la République islamique et premières répressions (1979–1989)

### La révolution de 1979 et l’avènement de la République islamique
La Révolution islamique de 1979, qui a entraîné la chute de la monarchie Pahlavi, marque le début d’une nouvelle ère politique en Iran.
À la suite de la révolution, le pouvoir politique est confié à la direction cléricale de l’ayatollah Khomeini, qui cherche à établir un État islamique fondé sur le principe du Wilayat al-Faqih (gouvernance du juriste-théologien), une doctrine qui confère l’autorité politique suprême au religieux le plus élevé en rang,,.
Ayant renversé le gouvernement précédent en raison de ses propres atteintes aux libertés civiles, Ruhollah Khomeini est d’abord perçu comme une figure unificatrice, ne cherchant pas le pouvoir pour lui-même, mais uniquement à libérer le peuple iranien, ainsi qu’un allié des différentes branches de l’opposition iranienne,.
Par la suite, le régime de Khomeini entreprend d’« éliminer systématiquement les groupes politiques rivaux ».

### Les années 1980: purges révolutionnaires et consolidation du pouvoir

#### Massacres de 1981-1982
Les massacres de 1981 ont été orchestrés par la république islamique d'Iran, ciblant ceux considérés comme des opposants politiques et religieux au régime. Parmi les personnes visées figuraient des intellectuels, des artistes, des scientifiques, des libéraux, des monarchistes, des socialistes, des minorités ethniques, ainsi que des membres de groupes religieux tels que les adeptes de la foi bahá’íe.
S’étendant de juin 1981 à mars 1982, cette vague de violence faisait partie de la révolution culturelle lancée par l’ayatollah Khomeini dans le but d’éliminer les influences non islamiques de la société iranienne. Cette purge a conduit à la mort de milliers de dissidents politiques et religieux ainsi que de critiques du régime,,.
En 2024, le Rapporteur spécial des Nations unies sur la situation des droits de l’homme en Iran a qualifié les crimes commis durant cette période de génocide et de crimes contre l’humanité. Le rapport a appelé à la création d’un organe international indépendant pour enquêter et tenir les responsables de ces actes redevables.

#### Exécutions de 1988 des opposants politiques

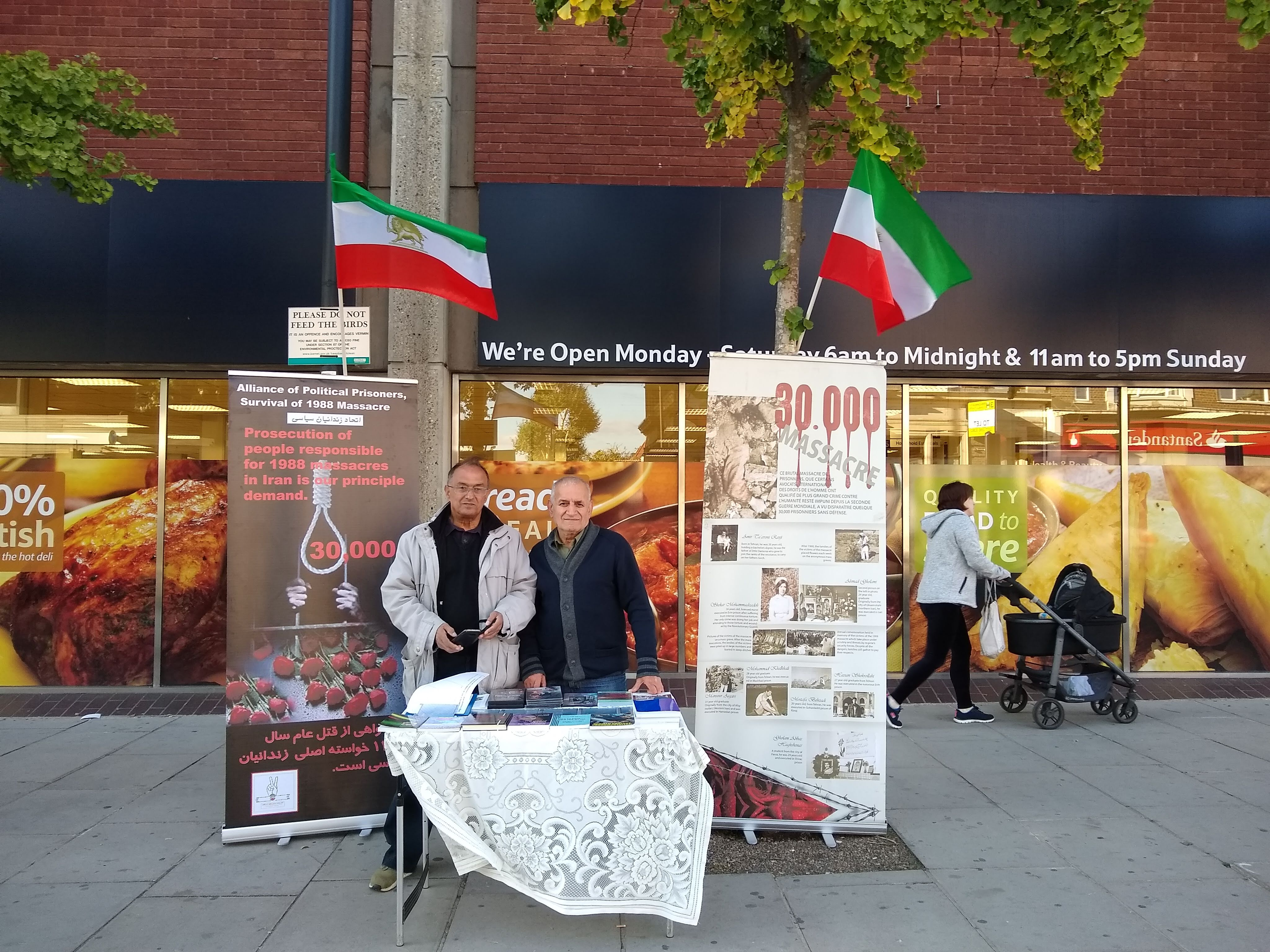
Iraniens manifestant à Londres en 2018 pour réclamer justice concernant les exécutions de 1988

À la mi-1988, l’ayatollah Khomeini, alors Guide suprême de l'Iran, ordonne l’exécution de milliers de prisonniers politiques. Ces exécutions ont eu lieu sur une période de cinq mois, à partir de juillet, dans au moins 32 villes d’Iran[réf. nécessaire]. Elles se sont déroulées sans aucun processus judiciaire légal, les « procès » n’ayant pour but ni d’établir la culpabilité ni l’innocence. De nombreux prisonniers ont été torturés, et les exécutions menées dans le plus grand secret,.
Le nombre exact de victimes reste incertain, mais les estimations varient entre 2 800 et 30 000 personnes, certaines organisations comme Amnesty International évoquant au moins 30 000 morts.
La majorité des victimes étaient des sympathisants de l’Organisation des Moudjahidines du Peuple d’Iran (OMPI), mais des membres d’autres groupes de gauche, tels que les Fedayin du peuple et le Parti Tudeh d’Iran, furent également exécutés. Si une partie des exécutions semble avoir été une riposte à l’Opération Mersad menée par l’OMPI en 1988, d’autres victimes n’étaient pas liées à cette opération,.
L’ayatollah Montazeri, alors adjoint du Guide suprême, a affirmé que le régime avait planifié ces exécutions depuis des années, utilisant l’opération de l’OMPI comme prétexte.
Des survivants ont réclamé justice, et les Nations unies ainsi que plusieurs pays ont condamné ces exécutions comme l’un des crimes contre l’humanité les plus graves de l’histoire de l’Iran.

## Répression politique sous Ali Khamenei (1989 – présent)

### Transition vers le leadership de Khamenei
En 1989, à la suite de la mort de l’ayatollah Khomeini, Ali Khamenei accède au poste de Guide suprême de la république islamique d'Iran. Ancien président de la République et proche allié de Khomeini, Khamenei poursuit les politiques établies par la République islamique.
Selon le quotidien britannique The Guardian, il aurait agi en « éliminant les opposants et en récompensant ceux qui lui étaient loyaux ». Parmi les cibles figurent notamment des poètes et des intellectuels dissidents.

### Répression des manifestations de 2009

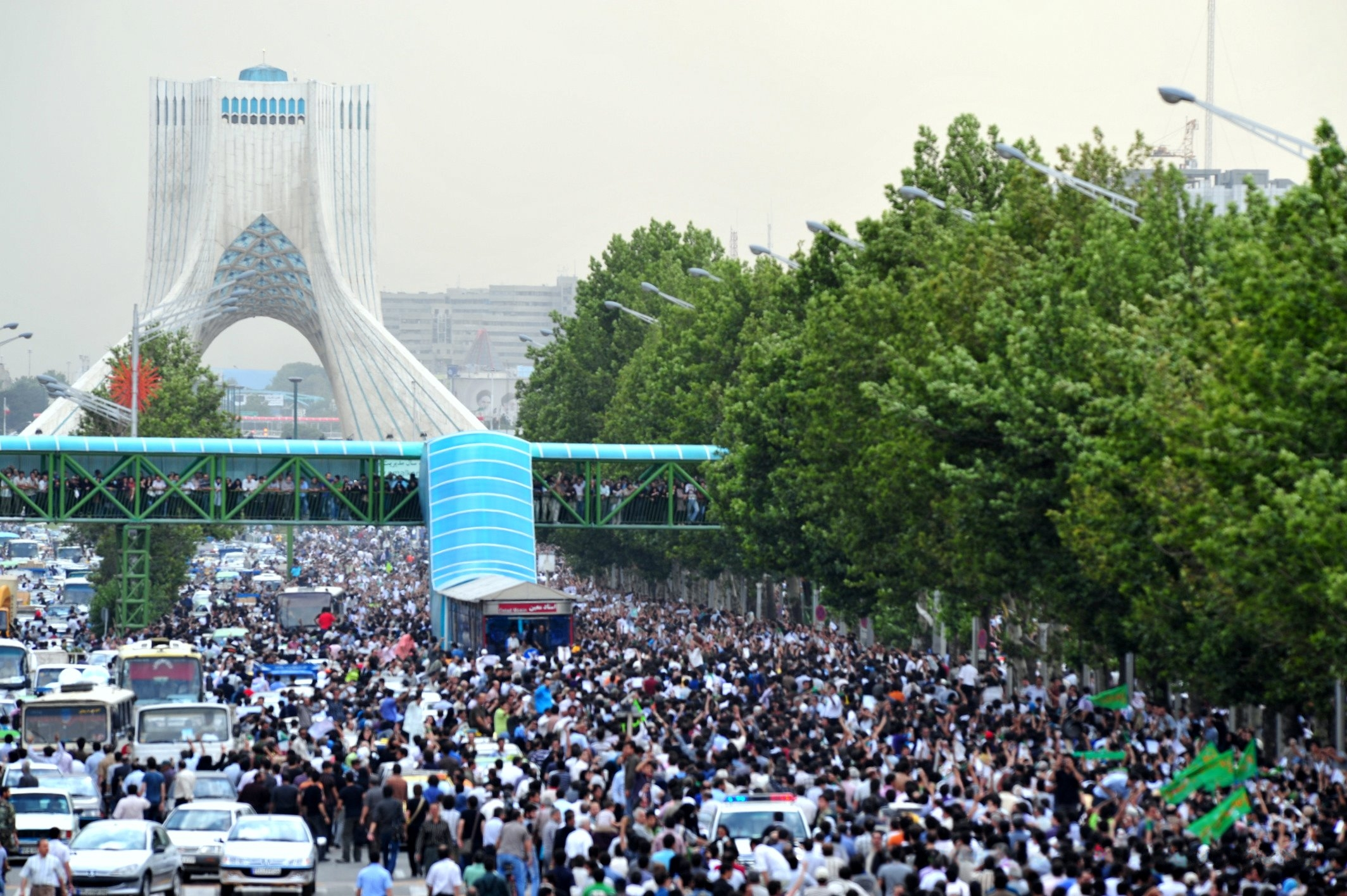
Manifestation du Mouvement vert contre la fraude électorale

À la suite de la déclaration de Mahmoud Ahmadinejad comme vainqueur de l’élection présidentielle, malgré des accusations de fraude électorale massive formulées par l’opposition iranienne, de vastes manifestations ont éclaté dans tout le pays, connues sous le nom de Mouvement vert. Les manifestants demandaient l’annulation des résultats de l’élection et la démission du gouvernement, accusé d’avoir manipulé les votes,.
En réponse, le gouvernement iranien a mobilisé les forces de police, les Gardiens de la révolution (IRGC) et leur milice paramilitaire, les Bassidj. Ces derniers ont mené des descentes nocturnes ainsi que des perquisitions dans les domiciles de manifestants pendant les rassemblements,.
Selon le Los Angeles Times, des membres de la milice Ansar-e Hezbollah ont averti qu’ils patrouilleraient dans les rues pour maintenir l’ordre.
Des milliers de personnes ont été arrêtées, des centaines tuées, et de nombreuses autres torturées ou forcées à faire des aveux télévisés,.
Des manifestations publiques éclatent dans plusieurs villes d’Iran à partir du 28 décembre 2017 et se poursuivent au début de 2018. Ces mobilisations sont communément appelées les manifestations de Dey.
Elles débutent à Mashhad, la deuxième plus grande ville du pays, en réaction à la situation économique, mais prennent rapidement une tournure politique en ciblant le régime théocratique et le Guide suprême Ali Khamenei. Les manifestants expriment leur colère par divers slogans dirigés contre les autorités, dont le provocant « Mort au dictateur ! », visant Khamenei,.
Selon The Washington Post, ces manifestations, accompagnées d’attaques contre des bâtiments gouvernementaux, ont ébranlé un régime peu tolérant à la dissidence. Certains manifestants auraient même appelé les forces de sécurité à se rallier à eux.
Dans un rapport publié en 2020, Human Rights Watch (HRW) a révélé que les autorités iraniennes continuaient à réprimer sévèrement les formes pacifiques d'activisme. Les cibles incluaient des défenseurs des droits humains, des avocats et des prisonniers politiques s'étant exprimés contre la corruption du gouvernement, sa mauvaise gestion et la répression en cours.
Selon HRW, la réponse du régime aux manifestations — notamment celles de novembre 2019 — a impliqué un usage excessif et létal de la force. Les forces de sécurité auraient tué au moins 230 personnes, d’après les chiffres officiels. Par ailleurs, l’Iran a procédé à une coupure générale d’Internet afin d’empêcher la diffusion de la contestation.
Toujours selon HRW, le gouvernement iranien figure parmi les pays procédant au plus grand nombre d'exécutions, avec 233 exécutions en 2020. Certaines concernaient des personnes condamnées pour des crimes commis alors qu’elles étaient mineures. Les défenseurs des droits humains, les minorités ethniques et les militants politiques sont confrontés à des détentions arbitraires, à la torture et à des procès inéquitables.
Les pratiques du gouvernement — notamment l'emprisonnement de dissidents pacifiques et l'absence de poursuites contre les forces de sécurité responsables d’exactions — auraient renforcé le mécontentement populaire envers le régime.

### Manifestations de 2022

Nombre de manifestants tués par province en Iran lors des protestations de 2022.

En septembre 2022, Human Rights Watch (HRW) rapporte que les manifestations massives ayant eu lieu en Iran ont été réprimées par une force excessive et létale de la part des forces de sécurité. Ces dernières sont accusées d’avoir commis des homicides illégaux, des actes de torture, des agressions sexuelles et des disparitions forcées, y compris contre des femmes et des enfants.
HRW estime à au moins 500 le nombre de morts, dont 68 enfants,. Les forces de sécurité auraient utilisé divers types de munitions pour tirer sur les manifestants. HRW rapporte également qu’un lycéen de 17 ans a été agressé sexuellement, et qu’une autre manifestante a été poussée sur une cuisinière allumée et torturée lors de son arrestation. Un autre garçon aurait été torturé à l’aide d’aiguilles durant son interrogatoire.
À l’approche de l’anniversaire de la mort de Mahsa Amini en 2023, HRW indique que les autorités iraniennes ont intensifié la répression, visant activistes, étudiants et familles des victimes des manifestations de 2022. Le renforcement des lois sur le port obligatoire du hijab a été accompagné d’arrestations de défenseur·ses des droits des femmes, d’artistes et d’avocats.

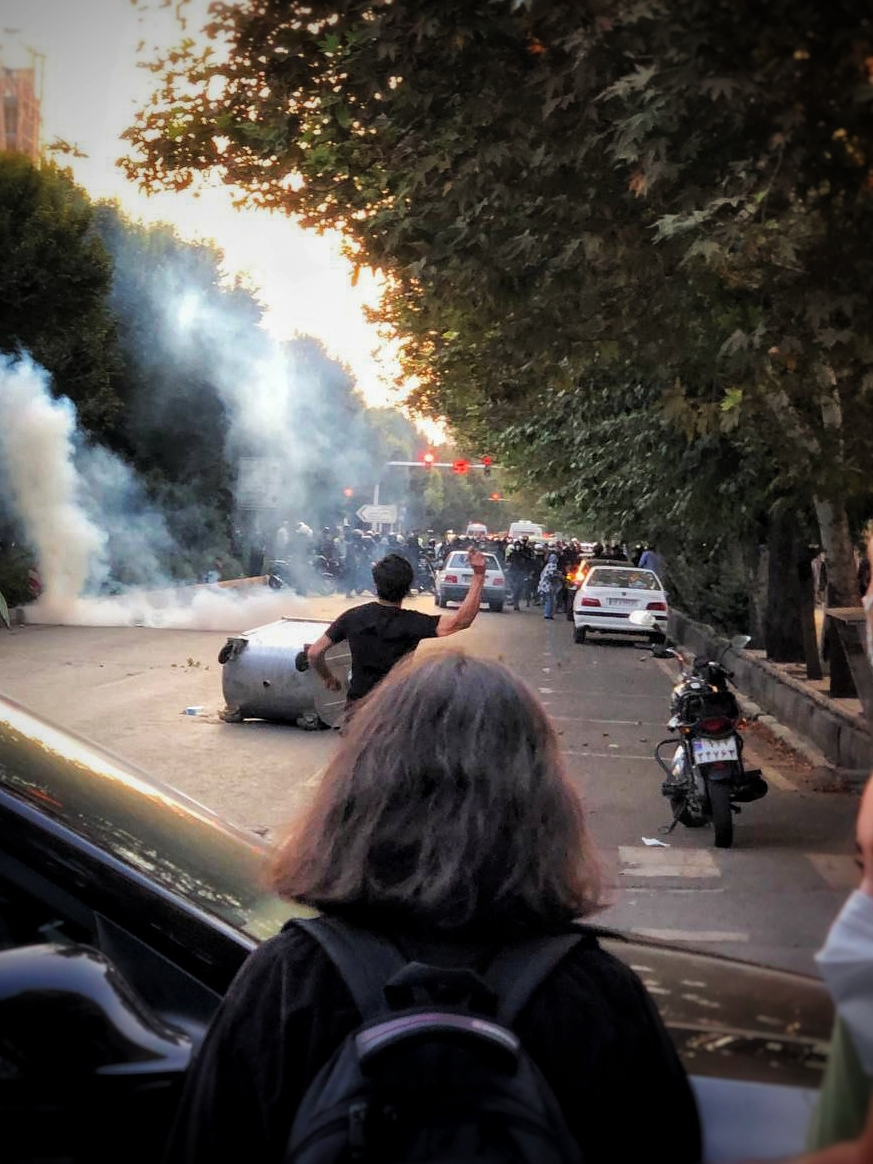
Manifestation à Téhéran en septembre 2022

### Pendant la guerre Iran–Israël
Depuis le déclenchement de la guerre Iran–Israël, Amnesty International rapporte que les autorités iraniennes ont intensifié la répression politique en ciblant des personnes accusées d’espionnage ou de collaboration avec Israël. Le gouvernement a mis en œuvre des appels à des procès expéditifs et à des exécutions, visant ceux qu’il accuse d’« inimitié envers Dieu » (moharebeh) et de « corruption sur terre » (efsad fil-arz), délits passibles de la peine de mort en Iran,.
Amnesty International a exprimé de vives inquiétudes concernant ce qu’elle qualifie d’abus systématique de la peine capitale. Selon l’organisation, ces accusations sont souvent utilisées pour punir des individus ayant simplement exercé pacifiquement leur droit à la liberté d’expression. Le gouvernement a également ciblé les familles des détenus et les personnes déjà condamnées à mort. Parmi celles-ci figure l’universitaire irano-suédois Ahmadreza Djalali, exposé à un risque élevé d’exécution, ainsi que d’autres personnes condamnées à l’issue de procès inéquitables et d’aveux forcés,.
Dans le but d’augmenter le recours à la peine de mort, le Parlement iranien a accéléré l’adoption d’une législation prévoyant des condamnations automatiques à mort pour espionnage ou collaboration avec des gouvernements hostiles. Selon Amnesty International, ce projet vise à simplifier les exécutions pour motifs de sécurité nationale, même en l’absence de meurtre intentionnel, en violation des normes juridiques internationales.
L’organisation rapporte que, durant le conflit, le régime iranien réprime la dissidence à travers des arrestations arbitraires, des aveux extorqués sous la contrainte et des exécutions, instaurant ainsi un climat de peur et renforçant son emprise sur la population en temps de guerre,.
Selon le Long War Journal du FDD, les autorités iraniennes ont intensifié la répression contre les citoyens accusés d’avoir partagé des contenus en ligne perçus comme favorables à Israël. Au moins 19 personnes auraient été arrêtées dans les provinces de Hormozgan et de Yazd pour avoir diffusé des informations jugées mensongères ou avoir photographié des sites sensibles.
Les autorités iraniennes ont invoqué l’article 8 d’une loi sur la sécurité nationale, qui prévoit des peines d’emprisonnement pour ce type d’infractions, en affirmant que ces actions visaient à contrer des « mesures hostiles ».
Le régime a également renforcé les restrictions d’accès à Internet, une mesure souvent utilisée pour étouffer la dissidence. En réponse, Elon Musk a déclaré que le service Starlink était désormais fonctionnel en Iran.
Toujours selon le Long War Journal, au moins dix personnes ont été arrêtées pour des accusations d’espionnage liées à Israël, dont deux ont été exécutées dès le début du conflit.

### Rôle du Corps des gardiens de la révolution islamique (IRGC)
Le Corps des gardiens de la révolution islamique (IRGC) joue un rôle central dans la mise en œuvre de la répression politique en Iran. Il contrôle notamment la milice Bassidj, chargée de surveiller, contrôler et réprimer la dissidence à l’égard de la Révolution islamique.
L’IRGC a été créé pour protéger le nouveau régime théocratique et prévenir tout coup d’État, en garantissant la vision de l’ayatollah Khomeini d’un État fondé sur le principe du velayat-e faqih (gouvernance du juriste religieux).
Depuis sa création, l’organisation est devenue une force majeure sur les plans militaire, politique et économique. Elle est chargée d'assurer la sécurité intérieure et de défendre le régime contre les menaces, tant internes qu’externes. De nombreux anciens membres occupent aujourd’hui des postes clés au sein du gouvernement.
L’IRGC a également accumulé une immense richesse grâce à des réseaux économiques lui permettant de contourner les sanctions internationales. L'organisation est impliquée dans diverses activités répressives : répression des manifestations, surveillance des opposants politiques, contrôle des médias et de l'accès à Internet.
Il est estimé que l’IRGC contrôle entre 20 % et 40 % de l’économie de l’Iran.

#### La milice Bassidj
La Bassidj est une force paramilitaire placée sous le contrôle du Corps des gardiens de la révolution islamique (IRGC). Fondée en 1979 par l’ayatollah Khomeini, elle joue un rôle essentiel dans l'application de la répression politique en Iran. Elle sert d’outil au régime pour maintenir son pouvoir, réprimer la dissidence et faire respecter la morale publique.
La Bassidj est fréquemment mobilisée pour écraser les manifestations et a participé à des répressions violentes tout au long de l’histoire de la République islamique. Ses membres — y compris des mineurs, des étudiants et des personnes âgées — sont enrôlés pour faire appliquer la politique du régime et assurer la sécurité intérieure.
Bien qu’ils ne soient généralement pas rémunérés, les membres de la Bassidj bénéficient d’un accès préférentiel à des emplois publics et à divers avantages gouvernementaux. En tant qu’élément central de l’IRGC, la Bassidj constitue une force puissante utilisée par le régime pour étouffer toute opposition et renforcer son emprise politique sur le pays,.
La Bassidj a été impliquée dans des actes de violence contre des étudiants, des femmes et des militants de l’opposition,.

### Répression judiciaire et légale

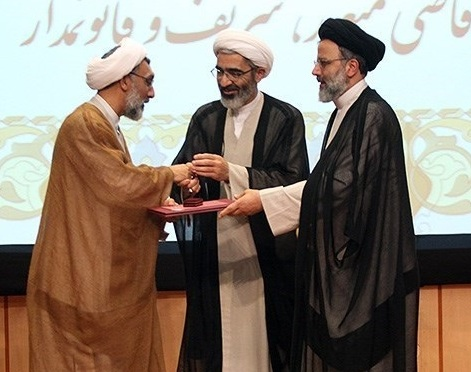
Mostafa Pourmohammadi (à gauche) et le futur Président de l'Iran Ebrahim Raïssi (à droite), membres du comité des « juges de la mort » lors des exécutions de 1988, photographiés en 2013

Le système judiciaire iranien joue un rôle central dans le maintien d’un climat de peur au sein de la population, tout en assurant la répression des dissidences et le contrôle du régime.
Les tribunaux iraniens manquent d’indépendance, tant vis-à-vis du pouvoir politique que de l’autorité religieuse,.
Les dissidents politiques se voient parfois refuser l’accès à un avocat, ou sont contraints à des aveux obtenus sous la torture,.
Des arrestations arbitraires et des procès inéquitables sont régulièrement signalés par Amnesty International. Cette organisation a également rapporté que la détention de ressortissants étrangers par l’Iran pouvait s’apparenter à une forme de diplomatie de l’otage.
Le système judiciaire iranien prévoit la peine de mort pour divers délits politiques, notamment pour des chefs d’accusation tels que *efsad-fil-arz* (« corruption sur terre »), *moharebeh* (« guerre contre Dieu »), ou pour des propos jugés insultants envers le prophète Mahomet,,.

### Censure des médias et surveillance de l’Internet
La censure des médias constitue un outil fondamental de la répression politique dans la république islamique d’Iran.
Le gouvernement iranien contrôle la totalité des grands médias nationaux — journaux, chaînes de télévision, stations de radio — limitant sévèrement le journalisme indépendant. Les journalistes critiquant le régime ou couvrant des événements politiques sensibles sont régulièrement victimes de violences, menaces ou intimidations.
Les médias d’État iraniens ont été qualifiés de véritables outils de propagande par plusieurs organisations, dont la Fondation pour la défense des démocraties (FDD),.
L’Iran possède l’un des systèmes de censure d'Internet les plus restrictifs au monde,,,.
Le gouvernement iranien et les Gardiens de la révolution islamique bloquent l’accès à environ 70 % du trafic Internet, notamment à des plateformes majeures telles que YouTube, Twitter, Facebook et Telegram.
Le trafic est strictement surveillé par le Comité de filtrage de l’Internet, qui décide des sites à bloquer. À la suite des manifestations de 2019, l’Iran a mis en place une coupure générale d’Internet, réduisant le trafic à seulement 5 % de son niveau normal,.
À la suite des manifestations provoquées par la mort de Mahsa Amini en 2022, l’Iran est classé comme le deuxième pays au monde pratiquant le plus la censure d’Internet. Les autorités ont pris pour cible les VPN afin d’empêcher l’accès aux médias étrangers.
En 2025, plus de 100 000 terminaux Starlink seraient opérationnels en Iran.

### Saisie des corps de manifestants
La république islamique d’Iran a été accusée de confisquer les corps de manifestants tués, récupérés dans des hôpitaux ou des morgues, empêchant ainsi leurs familles d’organiser des funérailles — lesquelles pourraient devenir des points de ralliement pour de nouvelles protestations. Cette pratique aurait cours depuis le début du régime et se serait intensifiée à la suite des mouvements de contestation.
L’Organisation des Nations unies a déclaré que l’Iran avait refusé de restituer les corps de certaines victimes et a lié cette pratique à son traitement des manifestants détenus,.
Cette confiscation est perçue comme un moyen de priver les victimes et leurs proches de dignité et de respect, tout en dissimulant les exactions commises par les autorités. Elle constitue une violation à la fois du droit international des droits de l’homme et du droit islamique, qui imposent un enterrement approprié et le respect dû aux morts.
Outre son illégalité sur les plans juridique et moral, cette pratique empêche aussi les familles de faire valoir leur droit à la vérité et à la justice concernant le décès de leurs proches. En interdisant les funérailles, les autorités chercheraient à étouffer les potentielles mobilisations et à dissimuler l’ampleur réelle des violences commises contre les manifestants,,.

### Diplomatie des otages
L’Iran est accusé de pratiquer la « diplomatie des otages » en arrêtant « systématiquement » des ressortissants étrangers ainsi que des Iraniens disposant d’une double nationalité, dans le but d’obtenir des concessions politiques d'autres pays.
Un ressortissant irano-allemand a par exemple été inculpé pour « appartenance à une organisation illégale » et diffusion de « propagande contre le régime ». Selon la chaîne DW, aucune preuve n’a été présentée pour étayer ces accusations. Les avocats de plusieurs détenus en Iran soutiennent que ces arrestations ont souvent une motivation politique, les personnes étant retenues pour servir de monnaie d’échange dans des négociations de prisonniers ou à des fins d’avantage diplomatique.
DW précise que cette pratique remonte à la crise des otages de 1979, lorsque des étudiants iraniens avaient pris en otage du personnel de l’ambassade des États-Unis pour faire pression sur le gouvernement américain.
Parmi les binationaux détenus en Iran figurent Nahid Taghavi, de nationalité allemande et iranienne, ainsi que l’universitaire irano-suédois Ahmadreza Djalali. DW note que le recours à la diplomatie des otages s’intensifie notamment lors des négociations sur le programme nucléaire iranien.